# テイルズ オブ ヴァールハイト
『テイルズ オブ ヴァールハイト』（Tales of Wahrheit、略称：TOW / ヴァールハイト）は、2006年6月15日よりバンダイナムコゲームスから配信されている携帯電話用アプリケーションゲーム。

## 概要
『テイルズ オブ』シリーズの1つ。携帯電話用アプリゲームでの完全オリジナル作品としては3作目となる。キャラクターデザインは『テイルズ オブ コモンズ』同様の椎名優。ジャンル名は「生きる意味を見つけるRPG」。
全12章で構成されており、配信する時季に合わせてストーリー展開していく方式となっている。“真実の物語”をコンセプトにしており、「ヴァールハイト」はドイツ語で「真実」を意味する。

## 用語
グラビナ
ヴァルス以外の世界の名前。厳密には世界の壁で隔てられた片側の世界の名前。
世界の壁
世界を隔てると言われるほど高い山脈。山脈の向こう側にヴァルス人の国であるヴァルスがある。
博覧会場アゼルトリジャ
世界初（この世界では）の飛行船であるルフトシップ公開のセレモニー会場。しかし、飛行船が謎の爆発を起こしてしまう。
ヴァルス人
兎のような耳を生やす種族。教皇のシュトレがリーダー的存在となっている。
カルル族
カルルが属する種族。小さな二足歩行の猫のような種族で、アトミガル皇家を頂点としている。

## 登場キャラクター

### パーティキャラクター
セルツ・ヴァクストゥーム (Seltz Vakstrum)
声 - 河野裕
16歳 / 男性 / 身長168cm / 体重59kg
本作の主人公。死の商人アイゼルの息子として裕福に育った少年。父親が武器商人をしている事に何の疑問も抱かず、むしろ誇りにすら思っていた。明るく純粋、好奇心旺盛で怖いもの知らずな性格。武器は片手剣。父から「武器は戦争を防ぐ抑止力」と教えられている。
ヴィラ・ツァールハイト (Vila Czarheit)
声 - 稲垣美和子
16歳 / 女性 / 身長159cm / 体重48kg
本作のヒロイン。魔法使いの名門「ツァールハイト」に生まれた少女。代々伝わる「魔導書」を探すために旅に出る。人と話すときは敬語を使う。好きなものは「お菓子」。武器はホウキで、戦闘中はホウキに乗って戦う。また、虫が平気など、年頃の少女らしからぬ一面も持つ。
ブリッツ・ヴィント (Blitz Vinte)
声 - 木下尚紀
26歳 / 男性 / 身長183cm / 体重70kg
かつてテッコンの精鋭部隊である「真朱の閃光」に所属していた剣士。現在ではセルツの父であるアイゼルのボディーガードを勤めている。武器は大剣。夢は世界一の剣豪になること、そして剣の師匠の敵討ち。口はかなり悪いが、根は他人を労われる心の持ち主。ちなみに、小さいころに凧から落ちたことが原因で高所恐怖症となった。また、そのことでカルルにいじられた際に「俺は地に足をつけて生きるタイプなんだよ！」と言い訳するも膝が笑っていたため説得力はなかった。
カルル・フォン・アトミガル (Kalulu Von Atmigar)
声 - 竹田小春
3歳 / 男性 / 身長45cm / 体重2.5kg
外見は猫のような姿をしたカルル族の皇子。仲のよい弟にアルルがいる。生意気な態度と、偉そうな口の聞き方が特徴。修行のため旅に出たが、重度の方向音痴のため迷子になってしまい、途方に暮れていたところでセルツと出会う。武器はハンマー。通常時は小さくして耳にはさんでいる。よくセルツとブリッツにいじられる。
本名は「ランガコアウマテアカルル・プルグウィンティ・シリオゲリ・マテウオタ・アトミガル」。
ガミット (Gamut)
声 - 三浦潤也
年齢不明 / 性別不明 / 身長150cm / 体重50kg
古代技術で造られた心を持つロボットで、自分の体を武器にする。自分と同じロボットを探しにセルツに同行する事になる。
レイ・ゾンネ (Ray Sonne)
声 - 北斗利佳
24歳 / 女性 / 身長172cm / 体重60kg
武器は双剣。トレジャーハンターで、世界中の財宝を探す途中でセルツに同行する事になる。

### その他のキャラクター
カール・ヴァルツェスタ
シュタルクリア帝国皇帝で、中性的な容姿をしている男性。元老院と敵対している。民間人に扮して情報収集をして、セルツ一行に手を貸す。武器はレイピア。
ジャモーサ
兎の様な耳を生やす種族・ヴァルス人の女将軍。セルツ一行にシュトレの書簡を渡す。武器はレイピア。モデルは本作の歌を担当した本人。
リヒト
世界の壁と呼ばれる山脈の向こうの国、ヴァルスの神官。教皇シュトレの補佐役。
ライツ
シュタルクリア帝国騎士。元老院派だが、カール皇帝に内通している。ある事情でブリッツとはライバル関係。
ヴィッセンストラー
武器職人の町ベルクケントスの住人。アイゼルの旧友。
アイゼル・ヴァクストゥーム
セルツの父。死の職人という名を持つ。
シュトレ
ヴァルス人のリーダー格。
ブランドン・レア
インビステーク魔法学院の学院長。ヴィラの師匠。梟を飼っている。自分の忘れっぽさを理由に記憶の魔法の研究もしている。
ミルル
カルルのフィアンセ。本名は「ウツタミマウジヒツミルル・デノコリュンティア・ゲリスン・ケイナ・ルシオス」。
アルル
カルルの弟。兄を尊敬しており、洞察力が優れていて、礼儀正しくしっかりもの。

## 主題歌
「言えないよ」
歌 - JAMOSA